# Oestroidea
Oestroidea (лат.) — надсемейство насекомых из инфраотряда круглошовных мух подотряда короткоусых (Brachycera). Более 12000 видов, включая оводов, падальных и мясных мух. Встречаются всесветно. Древнейшая достоверная находка надсемейства была сделана в доминиканском янтаре.

## Описание
Мерон с вертикальным рядом щетинок. Латеротергиты с волосками. Жилка A1 переднего крыла не прикасается к его краю.
Мухи Oestroidea являются критически важными элементами для животноводства и общественного здравоохранения, паразитируя на сельскохозяйственных животных и распространяя болезни с мёртвых животных и трупов людей. Полезная их роль состоит в том, что они также полезны в качестве индикаторов времени и места смерти при судебно-медицинских исследованиях. Мухи-падальщики имеют важное экосистемное значение, такое как повторное использование питательных веществ и опыление, которые необходимы для устойчивости городских и диких экосистем и управления ими. Кроме того, некоторые линии Oestroida развиваются в тесной ассоциации с широким кругом хозяев, таких как паразитоиды или клептопаразитоиды. Polleniidae развиваются на дождевых червях, Ameniinae и Melanomyinae (Calliphoridae) и некоторые Sarcophagidae — на наземных брюхоногих моллюсках, Rhinophoridae — на мокрицах, Tachinidae — на наземных членистоногих (в основном насекомых), Miltogramminae (Sarcophagidae) известны как клептопаразитоиды почвообитающих насекомых (на осах, пчёлах и муравьях). Tachinidae включают в себя в основном паразитоидов, играющих важную роль в регулировании популяций своих хозяев и, следовательно, актуальны для программ биологической борьбы.

## Классификация
Надсемейство Oestroidea делится на две монофилетические подгруппы: более генерализованную (Calliphoridae, Mystacinobiidae, Sarcophagidae) и более специализированную (Rhinophoridae, Tachinidae, Oestridae). В последнее время в Oestroidea также включают Mesembrinellidae и Rhiniidae.
В 2020 году получены новые филогеномные данные, которые показали, что кроме Calliphoridae и Oestridae, все остальные семейства монофилетичны. В целом надсемейство Oestroidea монофилетично, где Mesembrinellidae является сестринской группой ко всем остальным семействам; Oestridae парафилетично и близко к Sarcophagidae; Polleniidae сестринское к Tachinidae; Rhinophoridae сестринское к кладе (Luciliinae (Toxotarsinae (Melanomyinae + Calliphorinae))); Phumosiinae сестринское к Chrysomyinae, а Bengaliinae сестринское к Rhiniidae.
Всего в надсемейство включают 8 семейств:
- Calliphoridae — Падальные мухи, или каллифориды
- Mesembrinellidae (ранее в Calliphoridae)
- Mystacinobiidae
- Oestridae — Оводы, или овода[5]
- Polleniidae (ранее в Calliphoridae)[6]
- Rhiniidae (ранее в Calliphoridae)
- Rhinophoridae
- Sarcophagidae — Серые мясные мухи, или саркофагиды
- Tachinidae — Тахины, или ежемухи
- Ulurumyiidae[7]

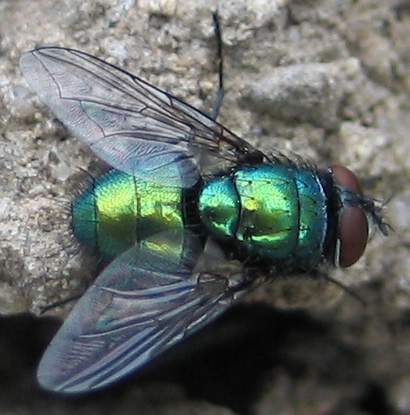
Падальные мухи, 900 видов
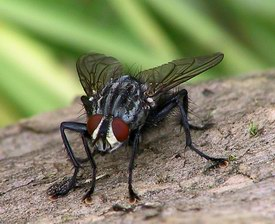
Серые мясные мухи, 2600 видов
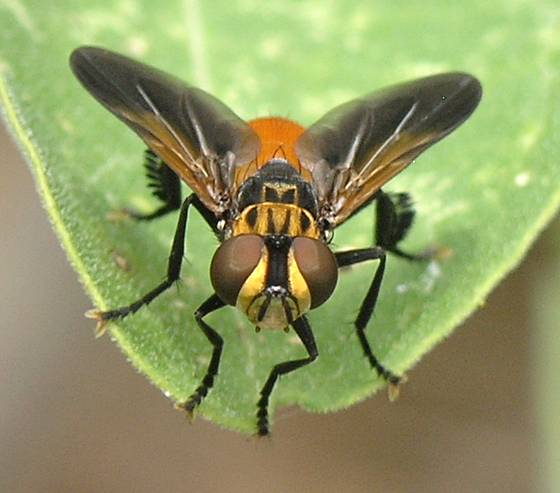
Тахины, 8000 видов